# Vertrouwen (schip, 1904, Raamsdonksveer)
De VERTROUWEN is een klipper en passagiersschip dat voldoet aan de eisen van een varend monument, ware het niet dat het nog niet is ingeschreven in het Register Varend Erfgoed Nederland.
Nadat gebleken was dat het zeilend begon achter te lopen op de concurrentie, werd een zijschroefinstallatie geïnstalleerd. Deze werd later vervangen door een ingebouwde dieselmotor. Het schip werd in 1971 met zo'n 9 meter verlengd, waardoor het veel meer lading kon vervoeren. Desondanks werd het later toch te klein voor de beroepsvaart en ging het in de 80'er jaren in eigendom over naar de recreatievaart.

## Liggers Scheepmetingsdienst[1]
| Meetnummer              | District en volgnr. | Meetdatum        | Meetplaats     | Lengte (m) | Breedte (m) | Inzinking (m) | Waterverplaatsing (ton) | Naam           | Eigenaar              | Domicilie     |
| ----------------------- | ------------------- | ---------------- | -------------- | ---------- | ----------- | ------------- | ----------------------- | -------------- | --------------------- | ------------- |
| Zb371N                  | Zevenbergen 371     | 14 oktober 1904  | Raamsdonksveer | 24 m 38 cm | 5 m 61 cm   | –             | 153,080 ton             | VERTROUWEN     | A. Molegraaf          | Klundert      |
| Andere eigenaar         |                     | 21 juni 1911     |                |            |             |               |                         |                | Daniel Dolk Danielszn | Dinteloord    |
| Hermeten                |                     | 24 december 1913 |                |            |             |               | 152,404 ton             | NIEUWE ZORG II |                       |               |
| Andere eigenaar         |                     | 28 februari 1918 |                |            |             |               |                         |                | D. Korsten            | Drimmelen     |
| Andere naam en eigenaar |                     | 10 januari 1920  |                |            |             |               |                         | VERTROUWEN     | C. van der Dussen     | 's Gravenmoer |
| Andere eigenaar         |                     | 7 januari 1924   |                |            |             |               |                         |                | J.M. van der Dussen   | 's Gravenmoer |
| D3906N                  | Dordrecht 3906      | 11 februari 1928 | Dordrecht      | 27 m 40 cm | 5 m 62 cm   | –             | 175,799 ton             | VERTROUWEN     | J.M. v.d. Dussen      | 's Gravenmoer |
| R24115N                 | Rotterdam 24115     | 19 augustus 1958 | Waspik         | 27 m 18 cm | 5 m 61 cm   | 2 m 00 cm     | 177,589 ton             | VERTROUWEN     | -                     | -             |
| R32517N                 | Rotterdam 32517     | 8 mei 1969       | –              | 27 m 18 cm | 5 m 62 cm   | 2 m 00 cm     | 176,747 ton             | VERTROUWEN     | -                     | -             |
| G12632N                 | Groningen 12632     | 25 augustus 1971 | –              | 36 m 15 cm | 5 m 65 cm   | 2 m 01 cm     | 255,059 ton             | VERTROUWEN     | -                     | -             |
| GN506                   | Groningen 506       | 23 oktober 1981  | –              | 36 m 15 cm | 5 m 65 cm   | 2 m 01 cm     | 255,059 ton             | VERTROUWEN     | -                     | -             |